# Symphonie en couleur chair et rose : Portrait de Mrs Frances Leyland
Symphonie en couleur chair et rose : Portrait de Mrs Frances Leyland – en anglais Symphony in Flesh Colour and Pink: Portrait of Mrs. Frances Leyland – est un tableau réalisé par le peintre américain James Abbott McNeill Whistler en 1871-1874. De format vertical, cette huile sur toile est le portrait en pied de Frances Dawson vêtue d'une robe rose dans un intérieur de la même couleur. L'épouse du riche collectionneur britannique Frederick Leyland, la jeune femme y figure de dos, mais la tête tournée pour présenter son profil gauche. Léguée par Henry Clay Frick, l'œuvre est conservée au sein de la Frick Collection, à New York.